# Élections municipales de 2026 à Montpellier
Pour des articles plus généraux, voir Élections municipales françaises de 2026 et Élections municipales de 2026 dans l'Hérault.
Les élections municipales de 2026 à Montpellier  auront lieu en mars 2026. Elles visent au renouvellement du conseil municipal et du conseil métropolitain de Montpellier Méditerranée Métropole.

## Modalités du scrutin

### Dates
Ces élections se tiendront en mars 2026, les dates précises seront annoncées par décret au moins 3 mois avant le scrutin.

### Mode de scrutin
L'élection des conseillers municipaux et métropolitains se déroule selon un scrutin de liste à deux tours avec prime majoritaire : les candidats se présentent en listes complètes avec la possibilité de deux candidats supplémentaires. Lors du vote, on ne peut faire ni adjonction, ni suppression, ni modification de l'ordre de présentation des listes. Chaque bulletin de vote comporte deux listes : une liste de candidats aux seules élections municipales et une liste de ceux également candidats au conseil métropolitain.
Le nombre de sièges à pourvoir au conseil municipal de Montpellier correspond à celui des communes dont la population est supérieure à 300 000 habitants, soit 69 sièges. En raison de la croissance démographique de la ville, le conseil municipal est augmenté de 4 sièges par rapport au précédent scrutin. Les conseillers municipaux sont élus au suffrage universel direct pour une durée de mandat de six ans. L'élection se termine au premier tour en cas de majorité absolue. Le cas échéant, un second tour a lieu. Les listes qui ont obtenu au moins 10 % des suffrages exprimés au premier tour peuvent se présenter au second. Les candidats des listes qui ont obtenu plus de 5 % des suffrages exprimés au premier tour peuvent rejoindre une autre liste.
La liste ayant obtenu le plus de voix se voit attribuer la moitié des sièges, arrondie à l'entier supérieur si nécessaire. Ainsi, la liste majoritaire obtient automatiquement 35 sièges. Les 34 sièges restants sont attribués à la représentation proportionnelle à la plus forte moyenne aux listes ayant obtenu au moins 5 % des suffrages exprimés au second tour (ou au premier tour en cas de tour unique).

## Contexte

### Scrutin précédent
Les élections municipales de 2020 ont été marquées par une abstention massive en raison de la pandémie de Covid-19, la participation lors du 1er tour étant s'étant effondrée de 52 % en 2014 à 35 % en 2020.
Sur le plan local, la liste menée par le socialiste Michaël Delafosse, conseiller départemental, raliée au 2d tour par liste d'Europe Écologie - Les Verts, reprend la mairie du maire sortant, et obtient 48 sièges.
La liste divers gauche du maire sortant de Philippe Saurel devient quant à elle la première force d'opposition, ne conservant que 11 sièges.
La liste sans étiquette de l'homme d'affaire Mohed Altrad, également propriétaire du Montpellier Hérault Rugby, parvient à entrer au conseil municipal avec 6 sièges en fusionnant sa liste avec 3 autres listes : celle sans étiquette du vidéaste Rémi Gaillard, la liste divers gauche - La France insoumise d'Alenka Doulain et la liste écologiste de Clothilde Ollier.
La liste La République en Marche, menée par Patrick Vignal, député de la 9e circonscription, ne parvient pas à atteindre les 10% et échoue à entrer au conseil municipal. Certains militants du parti ont préféré la candidature de Philippe Saurel, la députée Patricia Mirallès ayant déclaré sa préférence pour celui-ci, et est élue au conseil. 
Le Rassemblement national, ne parvient pas à conserver ses 3 sièges : il désavoue son candidat et sa liste avant même la tenue du scrutin, du fait de la présence en troisième position de la liste un candidat ayant eu des propos et des comportements homophobes.

## Candidatures déclarées
Dès 2023, Isabelle Perrein indique qu'elle conduira la liste "Aimer Montpellier",, elle parvient à obtenir le soutien des Républicains et de l'UDI.
En novembre 2024, l'insoumise Nathalie Oziol, députée de la 2e circonscription, indique vouloir mener une liste. Face à l'impossibilité de faire ressortir un binôme unique lors de deux assemblées générales, le mouvement local annonce la nomination d'un quadrinôme de chefs de file avec, en plus de Nathalie Oziol, Rhany Slimane, Livia Jampy et Antoine Bertrand. 
En avril 2025, l'écologiste Jean-Louis Roumégas, député de la 1re circonscription, indique également qu'il souhaite être à la tête d'un liste rassemblant les forces de gauche. En interne chez les Écologistes montpelliérains, deux lignes s'affrontent : s'allier avec la liste du maire sortant ou avoir une candidature indépendante. Le 23 juin 2025, les 302 militants décident à près de 69 % de ne pas s'allier avec la liste socialiste dès le premier tour et de présenter une liste écologiste indépendante au premier tour.
Le 8 août 2025, Place publique nomme Christophe Bourdin et Virginie Chambard comme chefs de file dans la préfecture héraultaise.

## Sondages
Tout sondage d'opinion est affecté par une marge d'erreur.
Une couleur arbitraire est associée à chaque institut de sondage ; ces couleurs sont une aide visuelle et ne correspondent pas à une tendance politique.

## Résultats
|                          |                  |            |              |              |             |             |        |        |  |
| Tête de liste            | Tête de liste    | Liste      | Premier tour | Premier tour | Second tour | Second tour | Sièges | Sièges |  |
| Tête de liste            | Tête de liste    | Liste      | Voix         | %            | Voix        | %           | CM     | CC     |  |
|                          | Isabelle Perrein | DVD-LR-UDI |              |              |             |             |        |        |  |
| Aimer Montpellier        |                  |            |              |              |             |             |        |        |  |
|                          |                  |            |              |              |             |             |        |        |  |
|                          |                  |            |              |              |             |             |        |        |  |
|                          |                  |            |              |              |             |             |        |        |  |
| Votes valides            |                  |            |              |              |             |             |        |        |  |
| Votes blancs             |                  |            |              |              |             |             |        |        |  |
| Votes nuls               |                  |            |              |              |             |             |        |        |  |
| Total                    | Total            | Total      |              | 100          |             | 100         | 69     | 46     |  |
| Abstention               |                  |            |              |              |             |             |        |        |  |
| Inscrits / participation |                  |            |              |              |             |             |        |        |  |